# Gerardo Miranda
Gerardo Miranda Concepción eller bare Gerardo (født 16. oktober 1956 i Nouakchott, Fransk Vestafrika) er en spansk tidligere fodboldspiller (højre back).
Gennem sin 14 år lange karriere spillede Gerardo syv år hos UD Las Palmas på Gran Canaria og syv år hos FC Barcelona. Hos Barcelona var han med til at vinde både det spanske mesterskab, pokalturneringen Copa del Rey samt Pokalvindernes Europa Cup.
Gerardo spillede desuden ni kampe for det spanske landshold, som han debuterede for 20. juni 1981 i en venskabskamp mod Portugal.

## Titler
La Liga
- 1985 med FC Barcelona

Copa del Rey
- 1983 og 1988 med FC Barcelona

Supercopa de España
- 1983 med FC Barcelona

Pokalvindernes Europa Cup
- 1982 med FC Barcelona

Copa de la Liga
- 1983 og 1986 med FC Barcelona